# Sarotherodon tournieri
Sarotherodon tournieri és una espècie de peix de la família dels cíclids i de l'ordre dels perciformes.

## Subespècies
- Sarotherodon tournieri liberiensis (Thys van den Audenaerde, 1971)
- Sarotherodon tournieri tournieri (Daget, 1965)